# Nicholas Brembre
Sir Nicholas Brembre (morto em 20 de fevereiro de 1388) foi um rico magnata e um dos principais aliados do rei Ricardo II na Inglaterra do século XIV. Foi Lord-Prefeito de Londres em 1377 e novamente entre 1383 e 1385. Nomeado um "digno e poderoso homem da cidade" por Richard Grafton (que erroneamente o chamou de comerciante de tecidos), tornou-se cidadão e vendeiro de Londres e, em 1372-3, comprou da família Malmains propriedades em Mereworth, Maplescomb e West Peckham, em Kent. Seus laços com o rei resultaram em sua queda, pois os opositores Lordes Apelantes efetivamente assumiram o controle do governo e prenderam, exilaram ou executaram a maior parte da corte de Ricardo. Apesar dos esforços do rei, Brembre foi executado em 1388 por traição a mando dos Lordes Apelantes.

## Tornando-se Lorde Prefeito
Suas origens são desconhecidas, embora possa estar relacionado a Sir Thomas Brembre (ou Bramber), que serviu ao rei de 1347 a 1355. Apareceu pela primeira vez como um vereador e xerife da cidade de Londres em 1372, com um assento para a ala de Bread Street, em que residia. Os cidadãos estavam neste momento divididos em duas facções, o partido sob João de Northampton apoiando João de Gante e John Wycliffe, enquanto o liderado por William Walworth e John Philipot apoiava a oposição e William Courtenay. Com a queda de João de Gante e seus partidários no final do reinado de Eduardo III (1377), Adam Stable, o então Lorde Prefeito, foi deposto e substituído por Brembre, que pertencia ao partido opositor. Fez seu juramento na Torre de Londres em 29 de março de 1377, e também foi reeleito para o ano seguinte (1377–8). Sua Proclamacio ... ex parte ... Regis Ricardi ("Proclamação por parte do Rei Ricardo") nesta prefeitura (como mostrado pelos nomes dos xerifes) é dada nos manuscritos cottonianos.

## Disputas políticas
No parlamento de Gloucester (1378), Tomás de Woodstock, tio do rei, exigiu a cassação de Brembre como Lord-Prefeito pela ofensa de um cidadão a um de seus seguidores, mas o assunto foi comprometido. Ele agora se tornou por vários anos (pelo menos de 1379 a 1386) um dos dois coletores de alfândega do porto de Londres, com Geoffrey Chaucer como seu controlador, suas contas ainda sendo preservadas. O partido ao qual Brembre pertencia tinha sua força entre as grandes companhias, especialmente as mercearias, então dominantes, e as peixarias, cujo monopólio mantinha contra os clamores da população. Era oligárquico em seus objetivos, esforçando-se para privar as empresas menores de qualquer voz na cidade e, consequentemente, era favorável à política de Ricardo. Na Revolta Camponesa de 1381, com seus aliados Walworth e Philipot, acompanhou o rei em Smithfield, e foi condecorado com eles por seus serviços naquela ocasião.
É mencionado como agente financeiro do rei nas Questões do Tesouro de 21 de dezembro de 1381, e como um dos principais comerciantes convocou "um gerenciador e comunal" com o parlamento acerca dos suprimentos em 10 de maio de 1382. Seu principal oponente, João de Northampton, ocupou a prefeitura por dois anos em sucessão a Walworth, mas na eleição de 1383 Brembre, que havia sido devolvido ao parlamento da cidade no início deste ano, e que era um dos dezesseis vereadores então pertencente à grande Grocers' Company, "ove forte main … et gñt multitude des gentz … feust fait maire" William Stubbs chamou a atenção para esta eleição forçada possuindo "a importância de um episódio constitucional", mas erroneamente a situa em 1386.

## Acusações de corrupção e tirania
Com a eclosão do motim de João de Northampton em fevereiro de 1384, Brembre prendeu e decapitou um dos cabeças da insurreição, John Constantyn, um sapateiro. A maioria do conhecimento sobre a conduta do prefeito é derivada de um maço de petições apresentadas ao parlamento em outubro–novembro de 1386 por dez companhias da facção rival, das quais duas (as dos mercadores e sapateiros) estão impressas nos rolos do Parlamento, iii. 225–7. Nestes, ele é acusado de conduta tirânica durante sua prefeitura de 1383-4, especialmente de decapitar o sapateiro Constantyn para o tumulto em Cheapside e de garantir sua reeleição em 1384 pelo aumento da violência.
Proibindo seus adversários de participar da eleição, ele encheu o Guildhall de homens armados, que, à sua aproximação, "sailleront sur eux ove gũnt noise, criantz tuwez, tuwez, lour pursuivantz hydousement." Em 1386 garantiu a eleição de seu cúmplice, Nicholas Exton, que era Lord-Prefeito no momento da petição, de modo que a prefeitura ainda estava, instou, "tenuz par conquest et maistrie." Enquanto Lord-Prefeito (1384), Brembre tinha efetuado a ruína de seu rival, João de Northampton (que havia apelado em vão para João de Gante), por seu dispositivo favorito de acusação de traição; e embora Tomás de Woodstock, duque de Gloucester e a oposição o acusassem de conspirar a favor de Suffolk (o chanceler), que foi cassado no parlamento de 1386, e de planejar sua morte, ele não apenas escapou na época, mas no final do ano (1386) foi, com Simão de Burley e outros do partido da resistência, convocados por Ricardo para o seu conselho. Durante o ano de 1387, apoiou Ricardo em Londres em sua luta pelo poder absoluto, mas foi novamente acusado por Gloucester e pela oposição de incitar o prefeito e os cidadãos contra eles, quando o primeiro (Exton) recuou de tal conspiração.

## Julgamento e execução
Estava, por consequência, entre os cinco conselheiros acusados de traição pelos Lordes Apelantes em 14 de novembro de 1387 e, diante dos cidadãos que se recusaram a lutar para ele, fugiu, mas foi capturado (em Gales, segundo Jean Froissart) e preso em Gloucester, até ser transferido em 28 de janeiro de 1388 para a Torre de Londres. O Parlamento Impiedoso se reuniu em 3 de fevereiro, e os cinco conselheiros foram formalmente cassados por Gloucester e os Lordes Apelantes. Brembre, que foi denominado "faulx Chivaler de Londres" ("Falso cavaleiro de Londres"), e que era odiado por Iorque e Gloucester, foi especialmente acusado de tirar vinte e dois prisioneiros de Newgate e decapitá-los sem julgamento no "Foul Oke" em Kent. Em 17 de fevereiro ele foi levado da Torre para Westminster perante o Parlamento e levado a julgamento. Declarou-se "culpado de nada" de todas as acusações e reivindicou julgamento por duelo como cavaleiro, mas foi recusado. Quando o rei o apoiou, 305 pessoas no Parlamento jogaram suas luvas contra o monarca. Foi sentenciado em 20 de fevereiro e recebeu ordem de ser levado de volta à Torre, de onde o marechal deveria "lui treyner parmye la dite cite de Loundres, et avant tan q'as ditz Fourches [Tyburn], et illeõqs lui pendre par le cool". O enforcamento foi efetivado, embora ele tivesse "muitos intercessores" entre os cidadãos, o que foi revertido por Ricardo em sua última luta, em 25 de março de 1399. John Stow em seus anais escreveu incorretamente que ele foi decapitado ("com o mesmo machado que ele preparou para outros"). Foi enterrado no coro da Igreja de Cristo Greyfriars.